# Plexipajzs

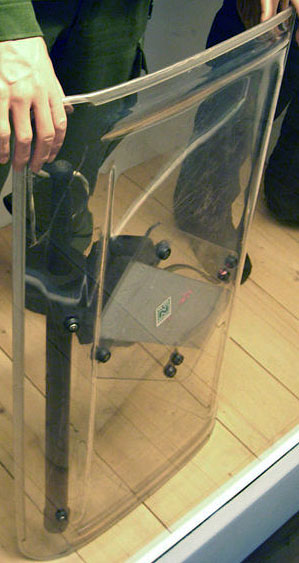
Plexipajzs

A plexipajzs a pajzs egyik fajtája. Neve az anyagára, a plexire utal. A világon sok rendőrség tömegoszlatásoknál veti be a tüntetők által a rendőrökre dobált sörösüvegek és macskakövek röppályájának módosítása érdekében. A koreai rendőrök nem használják rendeltetésszerűen: a pajzs élével torkon vágják a kitartó tüntetőket, akik akár bele is halhatnak sérüléseikbe.